# Johann Hieronymus von und zum Jungen

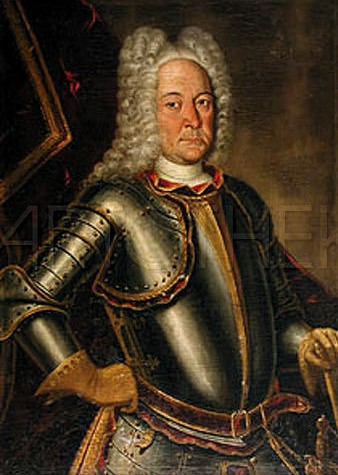
Johann Hieronymus von und zum Jungen

Freiherr Johann Hieronymus von und zum Jungen (* 17. Oktober  1660 in Frankfurt am Main; † 23. oder 25. August 1732 in Brüssel) war ein kaiserlicher Feldmarschall.

## Leben

### Familie
Johann Hieronymus entstammte der dem Frankfurter Patriziat zugehörigen Familie zum Jungen. Seine Eltern waren der Frankfurter Schöffe und Jüngere Bürgermeister Daniel zum Jungen (1627–1678) und Anna Maria Weiß von Limpurg  (1629–1689). Er war ein Enkel von Johann Maximilian zum Jungen. Seine 1713 in Mailand geschlossene Ehe mit der Gräfin Anastasia Basilissa von Pergen (1679–1734), Witwe des kaiserlichen Feldmarschallleutnant Freiherr Johann Georg von Martiny († 1712), blieb ohne Kinder. Mit ihm starb die Familie im Mannesstamm aus.

### Laufbahn
Zum Jungen begann als Kornett seine Laufbahn in kaiserlichen Diensten 1679 bei der Verteidigung von Straßburg gegen die Franzosen, welche die Stadt dann doch im September 1681 dauerhaft besetzten konnten. Hiernach fand er im Großen Türkenkrieg Verwendung als Leutnant, später als Hauptmann, im Regiment Houchin zu Fuß (No. 56) und war ab seit 1693 als Infanterieführer in Siebenbürgen im Fronteinsatz. Im Spanischen Erbfolgekrieg war er in Oberitalien im Einsatz, avancierte 1703 zum Oberst und wurde Inhaber des Kaiserlichen Infanterieregiment Nr. 27, dass bis 1732 seinen Namen führte. Prinz Eugen von Savoyen, der ihm auch sonst ein Förderer war, ließ zum Jungen 1704 extra in seinen Stab kommen, um an der Entscheidungsschlacht bei Höchstädt teilnehmen zu können. Am 2. Juni 1705 avancierte er zum Generalfeldwachtmeister und am 24. April 1708 zum Feldmarschalleutnant. Beim Feldzug in der Toskana 1711 wurde er Gouverneur von Novara. 
Seine Beförderung zum Feldzeugmeister erfolgte am 17. Mai 1716. Als solcher hatte er im Krieg der Quadrupelallianz gegen Spanien 1718 bis 1719 entscheidenden Anteil an der Rückeroberung von Sizilien, wobei er sich bei der Belagerung von Messina besonders auszeichnete. In der Folge war zum Jungen von 1720 bis 1722 Oberbefehlshaber auf Sizilien. Von 1722 bis 1725 nahm er in Mailand Garnison, wobei er am 20. Oktober 1723 zum Feldmarschall avancierte. 1726 wurde er als Generalkommandant der österreichischen Truppen in die Niederlande entsandt. Dort starb er bei einem Schlagflusses während eines Spazierganges in einem Brüsseler Park.
Zum Jungen war der einzige gebürtige Frankfurter, der bis zum kaiserlichen Feldmarschall aufstieg. Durch rege Kontakte zu seiner Familie und in seine Geburtsstadt konnte er viele Söhne Frankfurts zum Eintritt in die kaiserliche Armee werben und festigte dadurch die Bindung der Stadt an die Habsburger. Zum Jungen hinterließ seinen Verwandten ein Vermögen von 178.900 Gulden.